# فرودگاه کاوتونگ
فرودگاه کاوتونگ (به انگلیسی: Kawthaung Airport) (به زبان بومی: ကော့သောင် လေဆိပ်) یک فرودگاه همگانی با کد یاتا KAW است . این فرودگاه در کشور میانمار قرار دارد و در ارتفاع ۵۵ متری از سطح دریا واقع شده است.

## شرکت‌های هواپیمایی و مقصدهای پروازی
| شرکت‌های هواپیمایی         | مقصدهای پروازی     | Route    |
| ------------------------- | ------------------ | -------- |
| APEX Airlines             | مییک، یانگون       | Domestic |
| Myanmar National Airlines | داوی، مییک، یانگون | Domestic |
| Air KBZ                   | یانگون via داوی    | Domestic |